# Satrapodes
Satrapodes är ett släkte av fjärilar. Satrapodes ingår i familjen nattflyn.
Kladogram enligt Catalogue of Life:
| Satrapodes | \| \| Satrapodes dosca \| \| \| \| \| \| Satrapodes mina \| \| \| \| |
|            | \| \| Satrapodes dosca \| \| \| \| \| \| Satrapodes mina \| \| \| \| |
|            | Satrapodes dosca                                                     |
|            |                                                                      |
|            | Satrapodes mina                                                      |
|            |                                                                      |